# Koç Rams 2013-2014
Questa voce raccoglie le informazioni riguardanti i Koç Rams nelle competizioni ufficiali della stagione 2013-2014.

## 1. Lig 2013-2014

### Stagione regolare
| 16 novembre 2013 1ª giornata | Koç Rams | 44 – 34 | ITÜ Hornets |  |

| 30 novembre 2013 2ª giornata | Yeditepe Eagles | 42 – 46 | Koç Rams |  |

| 14 dicembre 2013 3ª giornata | Ankara Cats | 0 – 25 | Koç Rams |  |

| 2 marzo 2014 4ª giornata | Koç Rams | 28 – 14 | Boğaziçi Sultans |  |

| 29 marzo 2014 5ª giornata | ODTÜ Falcons | 6 – 12 | Koç Rams |  |

| 19 aprile 2014 7ª giornata | Koç Rams | 24 – 0 | Hacettepe Red Deers |  |

| 10 maggio 2014 8ª giornata | Koç Rams | 30 – 6 | Gazi Warriors |  |

### Playoff
| 8 giugno 2014 Finale | Koç Rams | 23 – 30 | Boğaziçi Sultans |  |

## Statistiche di squadra
| Competizione      | %Vittorie | In casa | In casa | In casa | In casa | In casa | In casa | In trasferta | In trasferta | In trasferta | In trasferta | In trasferta | In trasferta | Totale | Totale | Totale | Totale | Totale | Totale |
| Competizione      | %Vittorie | G       | V       | N       | P       | Pf      | Ps      | G            | V            | N            | P            | Pf           | Ps           | G      | V      | N      | P      | Pf     | Ps     |
| ----------------- | --------- | ------- | ------- | ------- | ------- | ------- | ------- | ------------ | ------------ | ------------ | ------------ | ------------ | ------------ | ------ | ------ | ------ | ------ | ------ | ------ |
| Stagione regolare | 1.000     | 4       | 4       | 0       | 0       | 126     | 54      | 3            | 3            | 0            | 0            | 83           | 48           | 7      | 7      | 0      | 0      | 209    | 102    |
| Playoff           | .000      | 1       | 0       | 0       | 1       | 23      | 30      | 0            | 0            | 0            | 0            | 0            | 0            | 1      | 0      | 0      | 1      | 23     | 30     |
| Totale            | .875      | 5       | 4       | 0       | 1       | 149     | 84      | 3            | 3            | 0            | 0            | 83           | 48           | 8      | 7      | 0      | 1      | 232    | 132    |